# 레바논 의회
레바논 의회(아랍어: مجلس النواب, 로마자 표기: Majlis an-Nuwwab, 영어 "House of Representatives", 프랑스어: Parlement Libanais)는 레바논 공화국의 국가의회이다. 레바논의 다양한 기독교 및 이슬람교 종파에 할당된 다원 선거구에서 4년 임기로 선출된 128명의 의원이 있다. 그러나 헌법 24조에 따라 의석의 절반은 기독교인에게, 나머지 절반은 이슬람교인에 할당된다. 레바논은 성인 보통선거권을 갖고 있다. 주요 기능은 공화국 대통령을 선출하고, 정부를 승인하고(대통령이 임명하더라도 총리는 내각과 함께 의회에서 다수의 신뢰를 유지해야 함), 법률 및 지출을 승인하는 것이다.
2013년 5월 15일, 의회는 선거법에 대한 교착상태로 인해 임기를 17개월 연장했다. 그리고 2014년 11월 5일 의회는 또 다른 연장을 제정하여 2017년 6월 20일까지 31개월의 권한을 추가로 유지했으며, 2017년 6월 16일 의회는 선거 실시 권한을 11개월 더 연장했다. (많은 기대를 모았던 개혁된 선거법에 따름) 9년의 임기를 연장한 후 2018년 총선에서 2018년 5월 6일 새로운 의회가 선출되었다. 레바논 헌법과 2017년 선거법에 따르면 선거는 의회 임기가 끝나기 전 60일 동안 일요일에 치러지며, 다음 선거는 2026년 3월 22일부터 2026년 5월 22일까지 일요일에 치러진다.

## 같이 보기
- 레바논의 정치